# Alternative de Fredholm
Pour les articles homonymes, voir Alternative.
En analyse fonctionnelle — une branche des mathématiques —, l’alternative de Fredholm, qui généralise l'un des théorèmes d'Ivar Fredholm, — systématisés par Friedrich Riesz —, est un résultat de la théorie de Fredholm (en) donc de la théorie spectrale des opérateurs compacts (en). Motivée par l'étude de certaines équations intégrales, elle a fait émerger la notion d'opérateur de Fredholm. Elle énonce entre autres que tout scalaire non nul du spectre d'un opérateur compact est une valeur propre de cet opérateur.

## Énoncé
L'alternative de Fredholm est la suivante :
Autrement dit : T – λIdE est injectif si et seulement s'il est surjectif.
Plus précisément :
- T – λIdE est un opérateur de Fredholm d'indice 0, c'est-à-dire que la codimension de son image et la dimension de son noyau sont égales et finies[5] ;
- dans le cas où T – λIdE est bijectif, sa bijection réciproque est continue.

Remarques
- Puisque T/λ est encore compact, il revient au même d'énoncer le théorème seulement pour λ = 1.
- Le cas particulier où T est un endomorphisme de rang fini est un simple corollaire du théorème du rang, selon lequel codim(kerT) = rang(T) (sur un corps quelconque).En effet, si F est un supplémentaire de ker(T – IdE) ⊕ kerT alors il est isomorphe à son image par T – IdE et
im(T – IdE) = (T – IdE)(kerT) ⊕ (T – IdE)(F) = kerT ⊕ (T – IdE)(F) donc
codim(im(T – IdE)) + dim(F) = codim(ker(T)) = dim(ker(T – IdE)) + dim(F).
- L'hypothèse supplémentaire « E complet » est classique mais superflue.
- L'image im(T – IdE) est fermée et son orthogonal dans E' est ker(tT – IdE),. Si E est un espace de Hilbert, les sous-espaces im(T – IdE) et ker(T* – IdE) sont supplémentaires orthogonaux l'un de l'autre.

## Formulations particulières

### Équations intégrales
Soient
- I un intervalle réel,
- K une fonction de I × I dans ℝ ou ℂ telle que l'opérateur à noyau T associé, défini sur L2(I) par{\displaystyle (T\phi )(x)=\int _{I}K(x,y)\phi (y)\,{\rm {d}}y,}soit compact — une condition suffisante pour cela est qu'il soit de Hilbert-Schmidt, c'est-à-dire que |K| soit de carré intégrable — et
- λ un scalaire non nul.

Considérons l'équation intégrale de Fredholm du premier type (c'est-à-dire homogène),
{\displaystyle T\phi -\lambda \phi =0}
ainsi que sa version du second type,
{\displaystyle T\phi -\lambda \phi =f.}
L'alternative de Fredholm dit que soit la première équation a une solution non nulle, soit la seconde admet une solution pour tout  f.

### Spectre
L'alternative de Fredholm peut se reformuler de la sorte :

Soient E un espace vectoriel normé réel ou complexe et T un opérateur compact de E dans E. Un scalaire non nul est soit valeur propre de T, soit dans le domaine de définition de sa résolvante
{\displaystyle \lambda \mapsto R(\lambda ,T)=(T-\lambda \operatorname {Id} _{E})^{-1}.}